# Violinens stämma
Violinens stämma är en roman av Andrea Camilleri, utgiven i Italien år 1997. Italienska originalets titel är La voce del violino. Barbro Andersson översatte romanen till svenska 2002. Romanen är den fjärde i serien om Kommissarie Montalbano och har även filmats för TV.

## Handling
I denna fjärde roman försöker Montalbano, den evige ungkarlen, som vanligt undvika flickvännen Livias förslag om giftermål. Utöver det vill hon även att de båda ska adoptera Francois, den lille pojken i Smörgåstjuven som nu bor hos släktingar till en av Montalbanos kollegor. Ett glädjeämne är dock att Augello lyckats skicka den klantige Catarella på IT-utbildning så han inte kan ställa till med något på stationen. Fallet denna gång handlar om mordet på en vacker ung kvinna, signora Licalzi. En ny och ambitiös polischef avsätter dock Montalbano som utredare innan han hunnit börja och den person som utpekats som skyldig dödas därefter i eldstrid med polisen. Nya avslöjanden kommer emellertid upp till ytan och Montalbano leder snart utredningen, som får ett starkt musikaliskt tema, igen. 